# حقوق رقمية فلسطينية
تعتبر الحقوق الرقمية جزء من حقوق الإنسان وفقاً للقانون الدولي. يستمد الفلسطينيون حقوقهم الرقمية من السلطة الوطنية الفلسطينية في الضفة الغربية، حماس في قطاع غزة، ومن إسرائيل في الأراضي الفلسطينية المحتلة وإسرائيل.  
في السنوات الأخيرة الماضية، يتعرض فلسطينيو الداخل وكذلك الفلسطينيون في الأراضي المحتلة الذين يخضعون للاحتلال العسكري والرقمي الإسرائيلي، لارتفاع حاد بوتيرة الانتهاكات الرقمية لخصوصيتهم وحقهم في التعبير من قبل السلطات الثلاث (الإسرائيلية، السلطة الفلسطينية، حماس)، وكذلك من الشركات التجارية.
في عام 2011، بالتزامن مع بداية الربيع العربي، ازداد عدد رواد مواقع التواصل الاجتماعي وذلك للتنظيم، والحشد، والانخراط السياسي الرقمي في المنطقة. وهذا ما ألهم الفلسطينيين وفتح الآفاق لهم لاستخدام هذه الأدوات الجديدة أملا في تحقيق التغيير الاجتماعي، ما دفعهم لاستحداث وتطوير أفكار جديدة لحماية وتعزيز الحقوق الرقمية للفلسطينيين.
وفي عام 2013، أسس كل من نديم ناشف، لورا حوا ومنار يعقوب حملة - المركز العربي لتطوير الإعلام الاجتماعي. وفي عام 2014، وبالتزامن مع العمل على تطوير كل من المؤسسة وحراك الحقوق الرقمية في فلسطين، استمروا بالعمل على التشبيك والاستفادة من نماذج مؤسسات أخرى إقليمية وعالمية للاستفادة من تجاربها، مثل مؤسسة حبر، والتي عقدت حينئذ اجتماعا إقليميا لعدد من مؤسسات الحقوق الرقمية. وفي عام 2016، شارك حملة في مؤتمر RightsCon الذي تعقده مؤسسة Access Now، وتم التشبيك وقتها مع كل من آيفكس وآي بي سي. وفي عام 2017، عقد حملة النسخة الأولى من مؤتمره السنوي «منتدى فلسطين للنشاط الرقمي»، والذي يجمع نشطاء، صحفيين/ات، مؤسسات المجتمع المدني، صناع القرار، وشركات تكنولوجية ضمن حواريات وورش عمل. أما نسخته الرابعة فتم إقامتها رقميا نظرا لتفشي فيروس كورونا عام 2020.  
في عام 2018، كشف تقرير لصحيفة هآرتس عن إستراتيجية تتبعها الحكومة الإسرائيلية لتضمن استجابة فيسبوك ل 95% من طلبات حذف المحتوى، وفي حين أن السلطات الإسرائيلية الرسمية ادعت أن هذه المنشورات المحذوفة تدعو «للتحريض»، فإن المنشورات المحرضة والعنصرية تجاه العرب والفلسطينيين، كانت تنشر بواقع منشور عنيف كل 64 ثانية خلال عام 2019، ولم يتم حذفها.
في عام 2019، تم تأسيس الائتلاف الأهلي للحقوق الرقمية الفلسطينية بمبادرة من حملة، لتعزيز التعاون وتكثيف الجهود بين مؤسسات ومنظمات المجتمع المدني الناشطة في مجال تعزيز وحماية الحقوق الرقمية الفلسطينية بما يتوافق مع ما تنص عليه المواثيق الدولية ومعايير حقوق الإنسان.  

## الحقوق الرقمية الفلسطينية وإسرائيل
تتعرض الحقوق الرقمية الفلسطينية إلى انتهاكات جمّة ومستمرة من قبل الحكومات والسلطات المختلفة، والشركات العالميّة والمجتمع الفلسطينيّ ذاته، والتي تطال المجتمع الفلسطيني بمختلف فئاته. وتتسبب إسرائيل بانتهاكات عديدة على أصعدة مختلفة.

### منالية الإنترنت
تحظى إسرائيل بانتشار واسع وجودة عالية للإنترنت، إلا أن هناك فجوة رقمية من حيث المنالية والاستخدام للإنترنت بين السكان اليهود والسكان الفلسطينيين. فإمكانية الوصول إلى المعلومات وتقنيات التواصل تختلف بين المجموعتين بسبب عدم المساواة في المستوى التعليمي، الاجتماعي والاقتصادي. حيث وجدت أدنى نسب اتصال بالإنترنت بين أولئك الذين كانوا أقل تعليما، الأكبر سنا، ذوي الدخل المنخفض، السكان المسلمين، والمقيمين في جنوب البلاد. فمثلا، يعيش أكثر من نصف سكان البدو في النقب والبالغ عددهم 160000 في قرى غير معترف بها من قبل «إسرائيل» وبالتالي يفتقرون للبنى التحتية للاتصال بالإنترنت وغيرها من الخدمات الأساسية كالماء والكهرباء.
وفي الأراضي الفلسطينية المحتلة، تسيطر إسرائيل على البنية التحتية للاتصالات وتكنولوجيا المعلومات. حيث يتلقى مزودو الخدمة الأساسيين في الأراضي الفلسطينية الإنترنت من شركات إسرائيلية ويعيدون توريدها لشركات أصغر تبيع خدمة الإنترنت للمواطنين، وهذا يعني حتمية مرور جميع المكالمات من خلال إسرائيل، أي أن البنية التحتية للاتصالات باتت فضاء للمراقبة والسيطرة.
وتطال هذه الانتهاكات قطاع غزة، حيث يعاني التدمير المتكرر للبنية التحتية للاتصالات وقطع الإنترنت نتيجة الاعتداءات العسكرية الإسرائيلية على القطاع. فخلال حرب 2014 على القطاع، تعرض حوالي 50% من مشتركي الإنترنت الثابتين لانقطاع في الخدمة.
هذا ويعاني السكان في القطاع من الانقطاع المستمر للإنترنت نتيجة لانقطاع الكهرباء، فبناء على طلب الرئيس محمود عباس، تم تخفيض إمدادات الكهرباء إلى القطاع ما أدى لتفاقم الأزمة، حيث لجأ سكان غزة للبطاريات القابلة لإعادة الشحن كمصدر للطاقة وللحفاظ على استمرارية مراكز توزيع مزودي خدمة الإنترنت أجهزة توجيه الإنترنت (الراوتر) بالعمل.

### الاعتقالات والتحقيقات
يتعرض الفلسطينيون إلى الاعتقال والتحقيق من قبل الإسرائيليون. ويختلف عدد الحالات الموثقة، فوفقا لعدالة - المركز القانوني لحماية حقوق الأقلية العربية في إسرائيل، سجل أكثر من 400 حالة اعتقال بحق فلسطينيين بسبب منشورات لهم على فيسبوك بين العامين 2016 و 2017، بينما تشير صحيفة هآرتز الإسرائيلية إلى رقم أكبر، بمجمل أكثر من 800 حالة اعتقال بحق فلسطينيين/ات من قبل السلطة الفلسطينية وإسرائيل. وخلال عام 2017، 350 فلسطيني/ة تم اعتقالهم في الضفة الغربية والقدس الشرقية على خلفية منشورات لهم على فيسبوك مقابل يهودي-إسرائيلي واحد.

### التشريعات
يتم سن وتمرير تشريعات إسرائيلية تنتهك الحقوق الرقمية، وتتطبع أغلبيتها للتمييز العنصري والعرقي. هذا ومُنحت المحكمة الإسرائيلية سلطة أكبر لمحو المحتوى الفلسطيني عن مواقع التواصل الاجتماعي.

### المراقبة
تتعاون السلطات الإسرائيلية مع العديدمن الشركات لغرض مراقبة الفلسطينيين على المساحات الرقمية، موظفة لتقنيات جديدة لتحقيق هذا الغرض.
وفقا لتقرير لصحيفة هآرتز عام 2017، فإن إسرائيل تبنت نظاما بوليسيا يستخدم خوارزميات لبناء شخصيات تصنفهم إسرائيل شخصيات لمهاجمين فلسطينيين محتملين. يراقب النظام عشرات الآلاف من حسابات الشباب الفلسطينيين على فيسبوك، باحثا عن كلمات مثل «شهيد» أو«الدولة الصهيونية» أو «القدس» أو «الأقصى». كما وتتقصى الحسابات التي تنشر صورا لفلسطينيين قتلتهم إسرائيل أو اعتقلهم مؤخرا. وبناء على هذه البيانات، يحدد النظام «المشتبه بهم» على أساس التنبؤ بارتكاب العنف، وليس على أساس سن هجمات فعلية، أو حتى التخطيط لشنها. 

### التجسس الرقمي
تستخدم المخابرات الإسرائيلية حسابات فيسبوك وهمية للتجسس على المعارضين وتقصي معلومات خاصة لن يشاركوها في أي حال أخرى، فمثلا، أبلغ عدد من النشطاء الفلسطينيين عام 2015 تلقيهم رسائل من حسابات فيسبوك تحمل أسماء عربية، وتضع العلم الفلسطيني بصورة الغلاف، وتطلب منهم أسماء فلسطينيين يشاركون بالاحتجاجات.
تتضمن الاعتداءات الإسكات وتقليص المساحات الرقمية للمحتوى الفلسطيني عبر حذفه بشكل ممنهج وغير قانوني بذريعة «خطاب الكراهية» و«مناهضة الصهيونية».

## السلطة الوطنية الفلسطينية
استخدمت السلطة الفلسطينية تكتيكات من أجل التخويف والمراقبة مما ساهم في قمع حرية التعبير في الضفة الغربية. فتستخدم السلطة الفلسطينية قانون الجرائم الإلكترونية والذي أقر بمرسوم رئاسي عام 2017 لإسكات الأصوات المعارضة على الفضاء الرقمي، واستغلال مصطلحات وتسميات فضفاضة ومبهمة في المرسوم لسجن فلسطينيين والتحقيق معهم. ونتج عن هذا اعتقال وتهديد عدد من الصحفيين/ات، النشطاء، والمواطنين/ات الفلسطينيين/ات ممن يحملون توجهات وآراء غير محبذة ومعارضة للحكومة وينشرونها على مواقع التواصل. فوفقا لمركز مدى، شكلت مواقع التواصل الاجتماعي خلال العامين 2016 و2017 مساحة جديدة لمراقبة واستهداف النشطاء والصحفيين/ات الفلسطينين/ات. وارتكبت السلطة الفلسطينية 61 انتهاكا باستهدافها صحفيين/ات بسبب نشاطهم الرقمي بين العامين 2014 و2016، حيث قامت قوات الأمن والاستخبارات الفلسطينية، بالاعتقال والاستجواب التعسفي لصحفيين/ات فلسطينيين/ات على خلفية ما كتبوه ونشروه على صفحاتهم على فيسبوك. بالإضافة لهذا، قامت السلطة الفلسطينية بحظر عدد من المواقع الإلكترونية، ففي عام 2019،  تم حظر أكثر من 59 موقع إلكتروني استغلالا لقانون الجرائم الإلكترونية الفضفاض.
مع انتشار فيروس كورونا المستجد عام 2020، قامت السلطة الفلسطينية بتمرير تشريعات طورائ جديدة تهدد الحقوق الرقمية الفلسطينية، بذريعة حماية الصحة العامة، وذلك عبر الاستخدام الفضفاض والواسع للمصطلحات يستهدف الحقوق الرقمية.

## حماس
تعمل حماس على تقييد الحقوق السياسية للفلسطينيين في قطاع غزة من أجل إسكات واعتقال الأصوات المعارضة لها والصحفيين/ات والمنتقدين لسياساتها. فمثلا خلال المظاهرات التي انطلقت في القطاع للاعتراض على ارتفاع تكاليف المعيشة خلال مارس 2019، قامت حماس باعتقال عدد من الناشطين/ات والصحفيين/ات ومهاجمتهم وذلك لتغطيتهم هذا التجمع السياسي السلمي.

## الشركات التكنولوجية والحقوق الرقميّة الفلسطينية
تنتهك شركات السياحة الرقمية مثل بوكينج، تريب أدفيسور، إير بي إن بي وإكسبيديا، حقوق الإنسان الفلسطيني وحقوقه الرقمية عبر إدراج المستوطنات الإسرائيلية غير الشرعية المقامة على أراضي فلسطينية محتلة على تطبيقاتها، فهي تساهم وتستفيد من صون، تطوير، وتوسيع المستوطنات غير القانونية، والتي ترقى إلى جرائم حرب بموجب القانون الجنائي الدولي. إير بي إن بي، قررت تغيير سياساتها وتراجعت عن حذفها للعقارات والمشاريع التجارية في المستوطنات الإسرائيلية غير القانونية في الضفة الغربية، من قوائمها على الإنترنت، بل واتخاذ موقف مناوئ لحركة «بي دي إس» في خضوع لضغوطات المستوطنين الإسرائيليين المدعومين حكوميا.
ومن ناحية أخرى، فإن منصات التجارة الرقمية، مثل باي بال وإيباي وأمازون، لا يقدمون خدمات كاملة للفلسطينيين في الأراضي الفلسطينية المحتلة، بينما تقدم الخدمات على أكمل وجه للمستوطنين في المستوطنات غير الشرعية. وينجم عن هذا التمييز الرقمي، خسائر اقتصادية، ومعيقات للبائعين والمشترين، كما يعيق أمام التنمية الاقتصادية.
ويشمل التمييز الرقمي ضد الفلسطينيين فيما يخص سلامتهم عند استخدامهم تطبيقات الخرائط. فالعديد من الخرائط الإلكترونية، ومن ضمنها خرائط جوجل وكوموت، طورت تطبيقاتها وصممت خدمات تخطيط الطرق بما لا يعكس التقييدات المفروضة على حركة الفلسطينيين، وفي المقابل، تتبنى هذه التطبيقات رواية الضم الإسرائيلية، وتعتبر أن الفلسطينيين والإسرائيليين يتمتعون بالدرجة ذاتها من حرية الحركة والتنقل. إضافة لذلك، فإنها تحذف العديد من القرى الفلسطينية التي لا تعترف بها السلطات الإسرائيلية من خرائطها.
ولتلافي هذا التجاهل للتقييدات الفلسطينية، قام نشطاء فلسطينيون في الحقوق الرقمية بتصميم وتطوير تطبيق جديد للخرائط تحت اسم «دروب»، والذي يأخذ في عين الاعتبار الحواجز والتقييدات الأخرى المفروضة على حركة الفلسطينيين، ويضمن لهم السلامة في توجيهات الطرق والشوارع.
وفي الآونة الأخير، نجح مناصرون للحقوق الرقمية في حل إشكاليات ناتجة عن التمييز ضد الفلسطينيين في سياسات إدارة المحتوى التي تتبناها فيسبوك وإنستاغرام.